# Diolcogaster bakeri
Diolcogaster bakeri är en stekelart som först beskrevs av Muesebeck 1922.  Diolcogaster bakeri ingår i släktet Diolcogaster och familjen bracksteklar. Inga underarter finns listade i Catalogue of Life.